# Simon Thern
Simon Thern (Värnamo, 1992. szeptember 18. –) svéd válogatott labdarúgó, a Göteborg középpályása.

## Pályafutása

### Klubcsapatokban
Thern a svédországi Värnamo városában született. Az ifjúsági pályafutását a helyi Värnamo akadémiájánál kezdte.
2009-ben mutatkozott be a Värnamo felnőtt keretében. 2011-ben az első osztályban szereplő Helsingborg, majd 2012-ben a Malmö szerződtette. 2014-ben a holland első osztályban érdekelt SC Heerenveenhez írt alá. A 2017-es szezonban az AIK csapatát erősítette kölcsönben. 2018-ban a Norrköpinghez igazolt. 2021. február 22-én hároméves szerződést kötött a Göteborg együttesével. Először a 2021. április 10-ei, Örebro ellen 0–0-ás döntetlennel zárult mérkőzésen lépett pályára. Első gólját 2021. szeptember 20-án, az AIK ellen idegenben 3–1-re elvesztett találkozón szerezte meg.

### A válogatottban
Thern az U17-es, az U19-es és az U21-es korosztályú válogatottakban is képviselte Svédországot.
2012-ben debütált a felnőtt válogatottban. Először 2012. január 23-án, Katar ellen 5–0-ás győzelemmel zárult barátságos mérkőzés 63. percében, Viktor Claessont váltva lépett pályára, majd húsz perccel később megszerezte első válogatott gólját is.

## Statisztikák
2022. október 24. szerint
| Klub             | Szezon   | Osztály     | Bajnokság | Bajnokság | Kupa  | Kupa | Nemzetközi | Nemzetközi | Összesen | Összesen |
| Klub             | Szezon   | Osztály     | Meccs     | Gól       | Meccs | Gól  | Meccs      | Gól        | Meccs    | Gól      |
| ---------------- | -------- | ----------- | --------- | --------- | ----- | ---- | ---------- | ---------- | -------- | -------- |
| Helsingborg      | 2011     | Allsvenskan | 23        | 2         | 1     | 0    | 3          | 0          | 27       | 2        |
| Malmö            | 2012     | Allsvenskan | 28        | 3         | 0     | 0    | —          | —          | 28       | 3        |
| Malmö            | 2013     | Allsvenskan | 29        | 4         | 2     | 0    | 5          | 0          | 36       | 4        |
| Malmö            | 2014     | Allsvenskan | 14        | 2         | 1     | 0    | 3          | 0          | 18       | 2        |
| Malmö            | Összesen | Összesen    | 71        | 9         | 3     | 0    | 8          | 0          | 82       | 9        |
| SC Heerenveen    | 2014–15  | Eredivisie  | 18        | 4         | 0     | 0    | —          | —          | 18       | 4        |
| SC Heerenveen    | 2015–16  | Eredivisie  | 14        | 3         | 1     | 0    | —          | —          | 15       | 3        |
| SC Heerenveen    | 2016–17  | Eredivisie  | 4         | 0         | 2     | 0    | —          | —          | 6        | 0        |
| SC Heerenveen    | Összesen | Összesen    | 36        | 7         | 3     | 0    | 0          | 0          | 39       | 7        |
| AIK (kölcsönben) | 2017     | Allsvenskan | 24        | 1         | 1     | 0    | 3          | 0          | 28       | 1        |
| Norrköping       | 2018     | Allsvenskan | 28        | 5         | 6     | 1    | —          | —          | 34       | 6        |
| Norrköping       | 2019     | Allsvenskan | 22        | 2         | 3     | 0    | 6          | 2          | 31       | 4        |
| Norrköping       | 2020     | Allsvenskan | 24        | 2         | 0     | 0    | —          | —          | 24       | 2        |
| Norrköping       | Összesen | Összesen    | 74        | 9         | 9     | 1    | 6          | 2          | 89       | 12       |
| Göteborg         | 2021     | Allsvenskan | 19        | 1         | 6     | 0    | —          | —          | 25       | 1        |
| Göteborg         | 2022     | Allsvenskan | 22        | 2         | 0     | 0    | —          | —          | 22       | 2        |
| Göteborg         | Összesen | Összesen    | 41        | 3         | 6     | 0    | 0          | 0          | 47       | 3        |
| Összesen         | Összesen | Összesen    | 269       | 31        | 23    | 1    | 20         | 2          | 312      | 34       |

### A válogatottban
| Válogatott | Év       | Pályára lépés | Gól |
| ---------- | -------- | ------------- | --- |
| Svédország | 2012     | 1             | 1   |
| Svédország | 2013     | 1             | 0   |
| Svédország | 2019     | 2             | 1   |
| Összesen   | Összesen | 4             | 2   |

#### Góljai a válogatottban
| # | Időpont          | Helyszín                               | Ellenfél | Gólok | Eredmény | Kiírás              |
| - | ---------------- | -------------------------------------- | -------- | ----- | -------- | ------------------- |
| 1 | 2012. január 23. | Jassim bin Hamad Stadion, Doha, Katar  | Katar    | 4–0   | 5–0      | Barátságos mérkőzés |
| 2 | 2019. január 11. | Halífa Nemzetközi Stadion, Doha, Katar | Izland   | 2–1   | 2–2      | Barátságos mérkőzés |

## Sikerei, díjai
Helsingborg
- Allsvenskan
  - Bajnok (1): 2011

- Svéd Kupa
  - Győztes (1): 2011

- Svéd Szuperkupa
  - Győztes (1): 2011

Malmö
- Allsvenskan
  - Bajnok (2): 2013, 2014

- Svéd Szuperkupa
  - Győztes (2): 2013, 2014